# Ereunetea orientalis
Ereunetea orientalis är en fjärilsart som beskrevs av Louis Beethoven Prout 1915. Ereunetea orientalis ingår i släktet Ereunetea och familjen mätare. Inga underarter finns listade i Catalogue of Life.